# Drassodes rubicundulus
Drassodes rubicundulus är en spindelart som beskrevs av Lodovico di Caporiacco 1934. Drassodes rubicundulus ingår i släktet Drassodes och familjen plattbuksspindlar. Inga underarter finns listade i Catalogue of Life.